# Francisco Berzovic
Francisco Berzovic (1913.) (Brzović) je čileanski književnik hrvatskog podrijetla.
Pionir je magaljanske proze. Piše u stilu kostumbrizma i kreolizma. Pojavio se u drugoj polovici 19. stoljeća.
Napisao je djela:
- Sangre Ovejera (1939.)[1]
- El abrazo en el polo (1948.)[1]
- Pascualini, el último pirata de Tierra del Fuego (1959.)[1]
- Del Cabo de Hornos a la eternidad (1979.)[1]